# Alcohol en gel

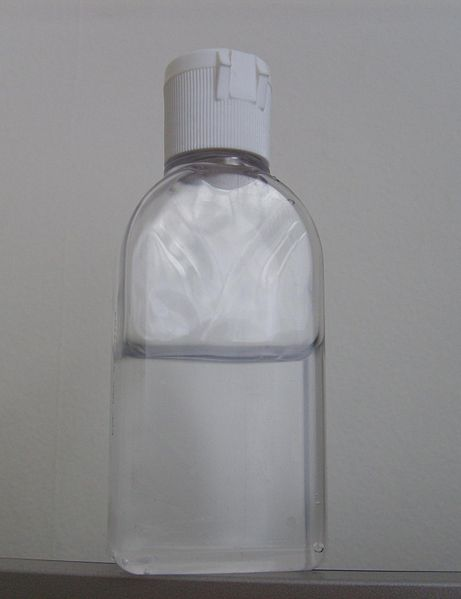
Un frasco de alcohol en gel

El alcohol en gel o gel hidroalcohólico, gel desinfectante, gel de alcohol, hidrogel, alcohol gel, gel limpiador bactericida, gel antibacterial o gel antibacteriano, es un producto que se emplea como complemento del agua y el jabón para lavarse las manos. Supuestamente fue creado en 1966 por la estudiante de enfermería Guadalupe Hernández. Sin embargo, esto es controvertido ya que los intentos de verificar el dato por investigadores independientes del periódico The Washington Post, el museo Museum of American History y el diario Los Angeles Times han resultado infructuosos.

## Usos
El gel hidroalcohólico es un producto utilizado para detener la propagación de gérmenes. La cantidad de alcohol en su composición varía entre el 60% y el 85%, siendo la cantidad más común de 70%.
El alcohol mata entre un 60.05% y un 80.09% de las bacterias en un minuto, aunque no actúa contra las esporas de las bacterias anaerobias, de allí que al gel se le agregue agua oxigenada, que sí lo hace. Es, también, un efectivo viricida y fungicida. Se caracteriza por la rapidez del comienzo de su acción (unos 15 seg). 
Cuando las manos no están sucias visiblemente, los Centros para el Control y Prevención de Enfermedades de los Estados Unidos (CCPEEU) recomiendan el uso del gel para matar la mayoría de las bacterias.
Para lavarse las manos con un desinfectante para manos a base de alcohol, los CCPEEU recomiendan lo siguiente:

- Aplique el producto en la palma de una mano.
- Frote las manos entre sí.
- Refriegue el producto sobre todas las superficies de las manos y los dedos hasta que se sequen.

Centros para el Control y Prevención de Enfermedades

Para los musulmanes, el alcohol es considerado haram (prohibido). Por esta razón, algunos de ellos no lo usan. Sin embargo, según el médico musulmán Rajab Abu Mleeh, el alcohol en gel es una medicina y, por lo tanto, es halal (aceptable). Cree que evitar las enfermedades está entre las leyes que los musulmanes tienen que cumplir, y por eso se permiten tocar el alcohol aunque esté prohibido.

## Efectividad
Las fricciones con alcohol matan muchos tipos de bacterias, incluyendo las que tienen resistencia a antibióticos y la bacteria de la tuberculosis (Mycobacterium tuberculosis). El alcohol tiene actividad antivírica y pueden "eliminar" efectivamente virus con envolturas como los de la gripe, el resfriado común o el VIH.
Un experimento entre 200 trabajadores de FedEx en 2004 demostró que colocar dispensadores de desinfectante para las manos en la oficina, junto con la formación de los trabajadores acerca del uso apropiado, hizo descender el 21% el absentismo laboral. En una escuela de educación primaria, el absentismo había disminuido en un 51% y en un dormitorio universitario disminuyó en un 43%.
Algunos investigadores de la Facultad de Medicina de la Universidad de Virginia han demostrado que usar el gel para detener el resfriado es más efectivo que lavarse las manos.
Según Rotter, las fricciones de alcohol son aproximadamente cien veces más efectivas contra los virus, que cualquier otra forma de lavarse las manos. El alcohol isopropílico mata instantáneamente un 99.99% o más de las bacterias que no forman esporas, en menos de 30 segundos.
El alcohol mata microorganismos que causan enfermedades, junto otros microorganismos que no las causan. Sin embargo, investigaciones muestran que el cuerpo repone los gérmenes "buenos" rápidamente, a menudo trasladándolos desde los brazos, donde hay menos microbios dañinos.
En hospitales, la óptima cantidad de alcohol está entre el 70% y el 95%.

## Control
Los geles que contienen etanol pueden prender con simplicidad, pues este compuesto es altamente inflamable. Por esta razón, variados  departamentos de bomberos recomiendan que el gel desinfectante se guarde apartado de la exposición de las llamas. Por otra parte, algunos geles de etanol no se pueden prender debido a la gran variedad de agentes hidratantes que conllevan.
En caso de que las llamas lleguen al alcohol en gel puede no verse a simple vista las llamas; pero no por eso no están, por eso no se debe acercar a este ni papel ni elementos combustibles, por eso hay que tener especial cuidado cuando hay fuego cerca.
Ha habido casos de ebriedad después de su ingesta en algunas cárceles y hospitales, por lo que están prohibidos en algunos de estos establecimientos.
Al contrario que algunas creencias populares, el gel causa irritaciones menos visibles incluso que las causadas por detergente.

## Producción
En 2010 la OMS editó una guía para fabricar gel hidroalcohólico para manos, que en 2020 recibió un interés renovado debido a su escasez durante la pandemia del COVID-19. Numerosos fabricantes de perfumes pasaron de producir sus productos a fabricarlo. Para satisfacer la demanda, algunas destilerías comenzaron a usar su producción de alcohol para manufactuarlo directamente.
Se ha observado que hay peligros en la producción en casa de gel hidroalcóholico. La efectividad puede ser baja por fallos en las concentraciones, productos de baja calidad, recipientes no esterilizados, contaminación del agua por bacterias y condiciones de elaboración no adecuadas. Con el uso del gel casero las manos podrían cuartearse o sangrar. Muchas recetas caseras no son efectivas y podrían ser perjudiciales.

### Composición
La OMS publicó una guía para la producción de gel hidroalcóholico partiendo de productos químicos disponibles en los países en desarrollo donde la población no podía comprarlo por no estar disponible comercialmente.
| Fórmula 1                                                                                                 |
| --- |
| |
| Etanol de 96° (80%) Glicerol de 98° (1,45%) Peróxido de hidrógeno al 3% (0,125%) Agua destilada (18,425%) |

| FÓRMULA 1                   | 10-L prep. | Ingrediente activo (Fracción en volumen v/v) | FÓRMULA 2                   | 10-L prep. | Ingrediente activo (v/v) |
| --------------------------- | ---------- | -------------------------------------------- | --------------------------- | ---------- | ------------------------ |
| Etanol 96°                  | 8333 ml    | 80%                                          | Alcohol isopropílico 99.8º  | 7515 ml    | 75,15%                   |
| Glicerol 98°                | 145 ml     | 1,45%                                        | Glicerol 98°                | 145 ml     | 1,45%                    |
| Peróxido de hidrógeno al 3% | 417 ml     | 0,125%                                       | Peróxido de hidrógeno al 3% | 417 ml     | 0,125%                   |
| Agua destilada              | 1236 ml    | 18,425%                                      | Agua destilada              | 1923 ml    | 23,425%                  |

La formulación de la OMS es menos viscosa que las disponibles comercialmente y por tanto tiene un mayor riesgo de prenderse fuego.
Los desinfectantes de manos comerciales están disponibles como líquido, aerosol, espuma o gel, y contienen 60 a 95% de alcohol.